# Minoves (Olvan)
Minoves és una masia del municipi d'Olvan (Berguedà) inclosa en l'Inventari del Patrimoni Arquitectònic de Catalunya.

## Descripció
És una masia d'estructura clàssica, amb el carener paral·lel a la façana principal, oberta a ponent. Durant el segle xviii, la masia s'amplià considerablement amb l'agregació d'un cos perpendicular a la masia inicial i que té també té la típica estructura clàssica de masia. La major part de les dependències foren traslladades a aquest nou cos, restant la sala principal com a exemple del nucli antic. Aquest, durant el segle xviii, fou realçat obrin a migdia una eixida a les golfes. En aquest nou cos s'obrí una galeria tant al primer com al segon pis. Aquesta, oberta a la manera d'eixida, fou tancada el segle xix. La casa té una senzilla tècnica constructiva. Els carreus només s'utilitzaren per les llindes, portalades i cantonades de la casa.

## Història
El fogatge de 1553 fa referència a "Joan Minoves" dins la parròquia i terme del Van. Bàsicament, la casa correspon el s. XVI (l'any 1580 s'inscriu a la llinda del cos perpendicular a la façana). La casa conserva una important arxiu familiar des del s. XVI i també una biblioteca de temes religiosos i manuals d'agricultura i de dret (documentació necessària per tirar endavant una important explotació agrícola i per l'ensenyament dels hereus i fadristerns, majoritàriament advocats i religiosos; la família té un avantpassat que, del s. XVIII, fou de la Sta. Inquisició). La casa de Minoves pertanyia a la jurisdicció del marquesat de Gironella i durant el s. XVIII, la família manté relacions hostils, a raó de l'ampliació de la casa, amb el batlle del marquesat.